# Hamilton (Illinois)
Hamilton é uma cidade localizada no estado americano de Illinois, no Condado de Hancock.

## Demografia
Segundo o censo americano de 2000, a sua população era de 3029 habitantes.
Em 2006, foi estimada uma população de 2837, um decréscimo de 192 (-6.3%).

## Geografia
De acordo com o United States Census Bureau tem uma área de
13,9 km², dos quais 9,7 km² cobertos por terra e 4,2 km² cobertos por água. Hamilton localiza-se a aproximadamente 196 m acima do nível do mar.

## Localidades na vizinhança
O diagrama seguinte representa as localidades num raio de 16 km ao redor de Hamilton.